# Lophorina superba
La paradisea superba (Lophorina superba  (J.R.Forster, 1781)) è un uccello passeriforme della famiglia Paradisaeidae. Un tempo considerata l'unica specie del genere Lophorina Vieillot, 1816 . Uno studio del 2018 però suggerisce il riconoscimento come specie della Lophorina niedda (precedentemente considerata una sottospecie di L. superba), sulla base di differenze nel corteggiamento (nel piumaggio, nel comportamento e nel canto).

## Descrizione

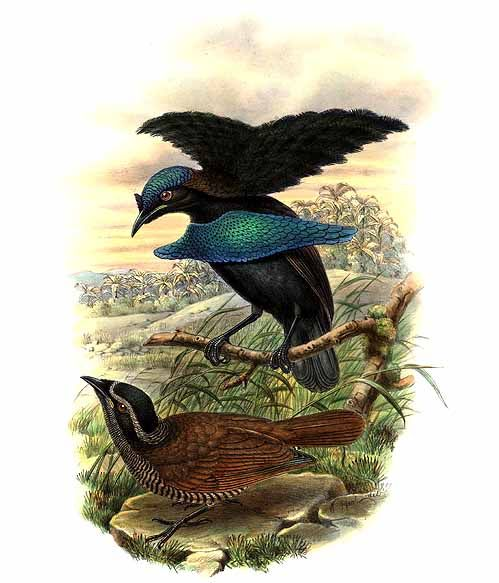
Illustrazione a cura di Sharpe.

### Dimensioni
Misura 25-26 cm di lunghezza, per 54-105 g di peso: a parità d'età, i maschi sono leggermente più grandi e pesanti rispetto alle femmine.

### Aspetto
A prima vista, questi uccelli possono ricordare un merlo o uno storno tropicale, per la colorazione scura, il becco corvino e l'aspetto massiccio.

Come negli altri uccelli del paradiso, anche nella paradisea superba è presente dicromatismo sessuale: la femmina infatti presenta testa bruno-nerastra con banda biancastra striata di scuro che dalla base del becco forma un sopracciglio e raggiunge la nuca, che è dello stesso colore così come biancastri striati (effetto dovuto alle singole penne striate di bruno scuro) sono la gola, il petto, i fianchi ed il ventre, mentre il dorso, la coda e le ali sono di colore bruno, queste ultime con penne remiganti di color nocciola. Il maschio presenta invece piumaggio nero sericeo su tutto il corpo, con sfumature metalliche porpora nell'area dorsale e sui fianchi: le penne dei fianchi, del dorso e del petto sono allungate a formare una sorta di poncho. La fronte e il vertice sono di colore verde-azzurro brillante, così come dello stesso colore è un'area estendibile di piume a forma di mezzaluna rovesciata sul petto. In ambedue i sessi, gli occhi sono di colore bruno, mentre becco e zampe sono neri: l'interno della bocca è di un appariscente colore giallo-verde.

## Biologia

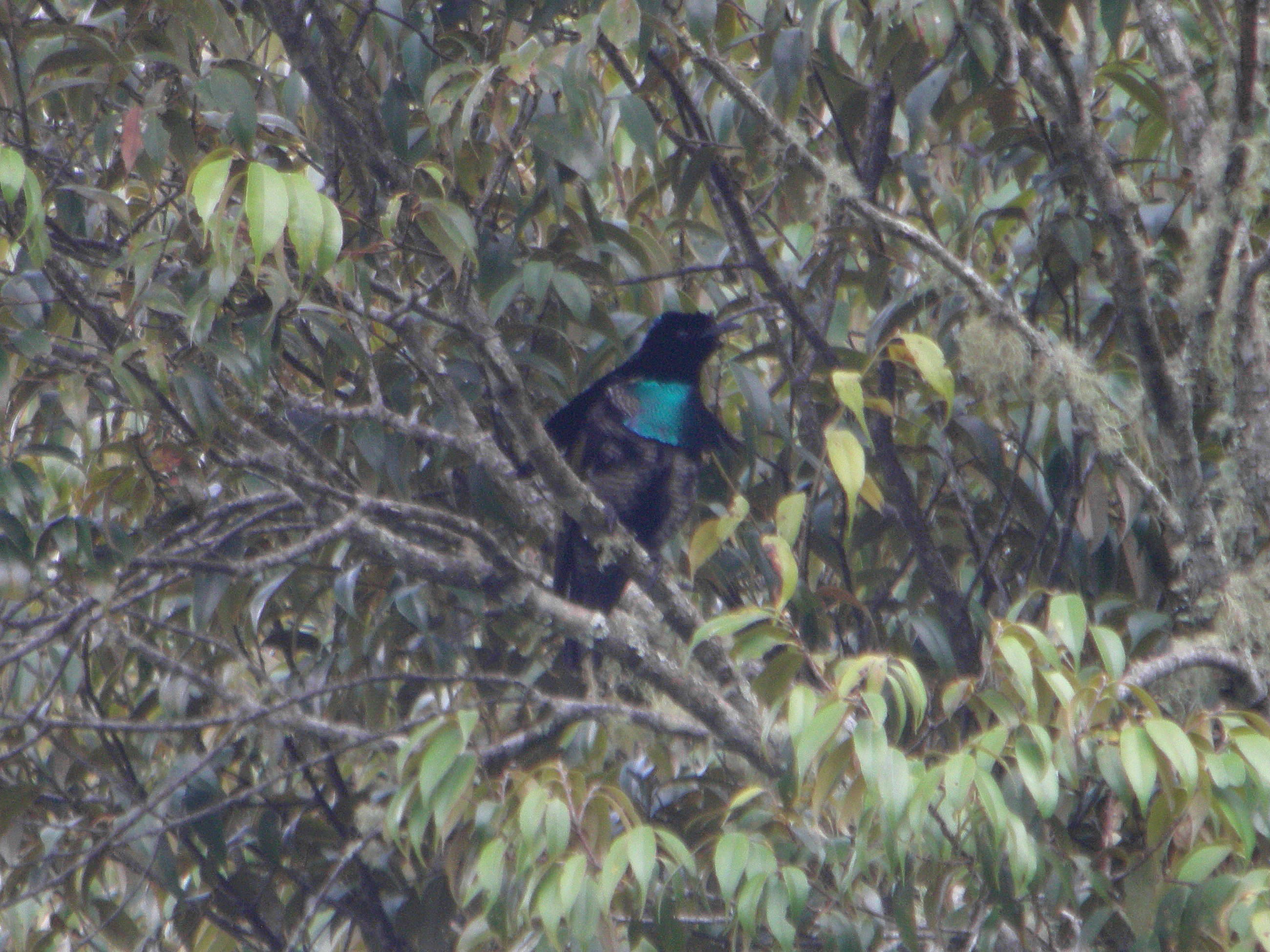
Un maschio in natura.

Si tratta di uccelli dalle abitudini diurne e solitarie, che vivono fra i rami della canopia e passano la maggior parte del proprio tempo alla ricerca di cibo. Nonostante la livrea sgargiante, non è facile avvistarli fra la vegetazione (complice anche la loro naturale diffidenza), mentre è facile sentire riecheggiare nella foresta il richiamo dei maschi, rappresentato da una serie di 4-7 note metalliche.

### Alimentazione
La paradisea superba si nutre di frutta (soprattutto capsule) e piccoli animali: la sua dieta varia stagionalmente, mostrando a seconda della stagione una preponderanza della parte frugivora o di quella inettivora.

### Riproduzione

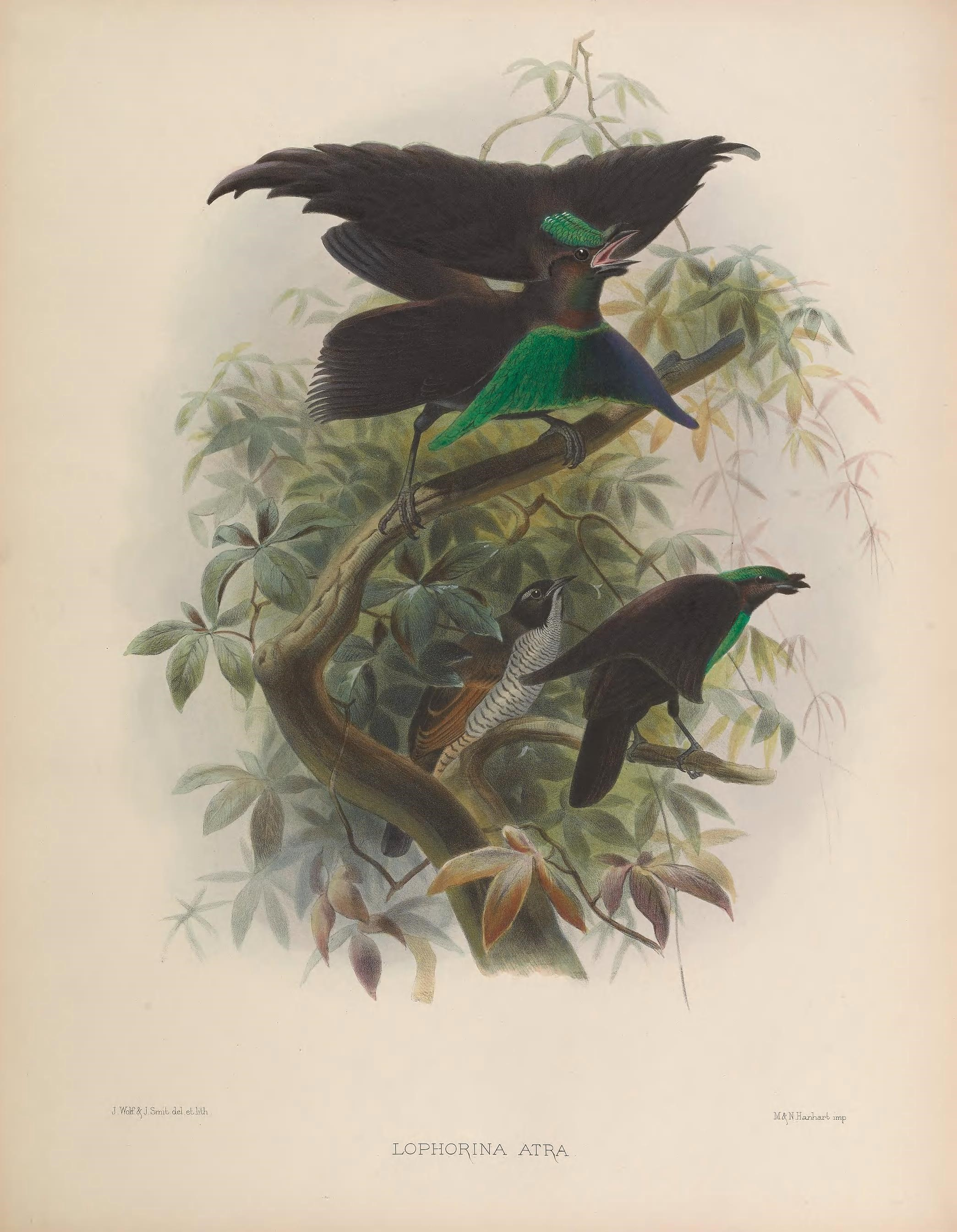
Illustrazione di corteggiamento a cura di Elliot.

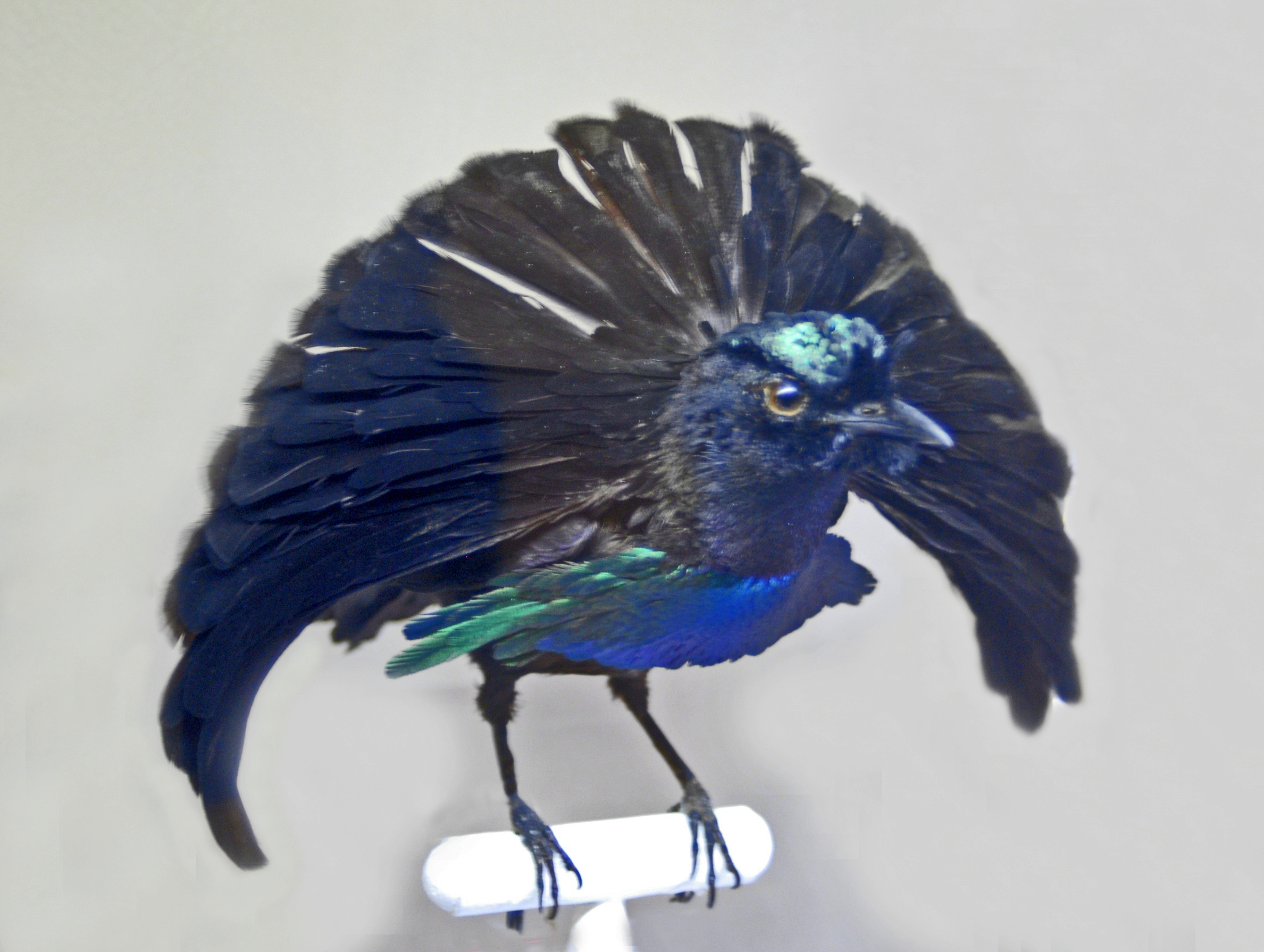
Maschio impagliato con penne del dorso erette.

Questi uccelli sembrano non presentare una stagione riproduttiva ben definita, potendo essere osservati maschi in corteggiamento e femmine dedite ad allevare la prole in vari periodi dell'anno.
Il corteggiamento è altamente spettacolare e segue le modalità tipiche del lek, coi maschi che si dispongono ad almeno 150 m l'uno dall'altro, delimitando in tal modo un territorio di propria esclusiva competenza, al centro del quale ripuliscono accuratamente una piccola porzione di foresta da utilizzare come arena per esibirsi. Una volta attirata una o più femmine mediante richiami emessi da un ramo alto e ben esposto, il maschio la porta nella propria arena con movimenti delle ali e richiami: qui, tenta di impressionarla saltellandole attorno e al contempo tenendo ben erette le penne del dorso e del petto a formare un cerchio attorno alla testa, muovendosi attorno ad essa (tendendo sempre la testa puntata verso di lei) a descrivere dei cerchi via via più stretti per poi montarla, qualora essa si mostri disponibile. È stato osservato che le femmine osservano solitamente 15-20 esibizioni prima di scegliere con quale maschio accoppiarsi.
La paradisea superba è una specie poligina: i maschi cercano di sedurre ed accoppiarsi col maggior numero di femmine possibile, salvo poi disinteressarsi del tutto dell'allevamento della prole. La femmina si occupa quindi da sola della costruzione del nido, che ha una struttura a coppa e viene costruito nella corona di un palmizio intrecciando radichette e fibre vegetali e foderandone l'interno con foglie morte e felci: è sempre la sola femmina a covare le 1-2 uova per circa 18-19 giorni, e più o meno per lo stesso tempo essa accudisce i pulli, ciechi e nudi alla nascita.

## Distribuzione e habitat
La paradisea superba è endemica della Nuova Guinea: con areale piuttosto discontinuo, questo uccello popola tutto l'asse montuoso centrale dell'isola, dai monti Arfak ai monti Owen Stanley attraverso la Cordigliera centrale.
L'habitat di questi uccelli è rappresentato dalla foresta pluviale submontana e montana e dalla foresta nebulosa, fra i 1000 e i 2300 m di quota, sebbene sia più frequente osservarli al di sopra dei 1500 m: essi si adattano a vivere anche nella foresta secondaria e nelle aree disturbate, colonizzando anche i parchi, le piantagioni e i giardini ben alberati.

## Tassonomia

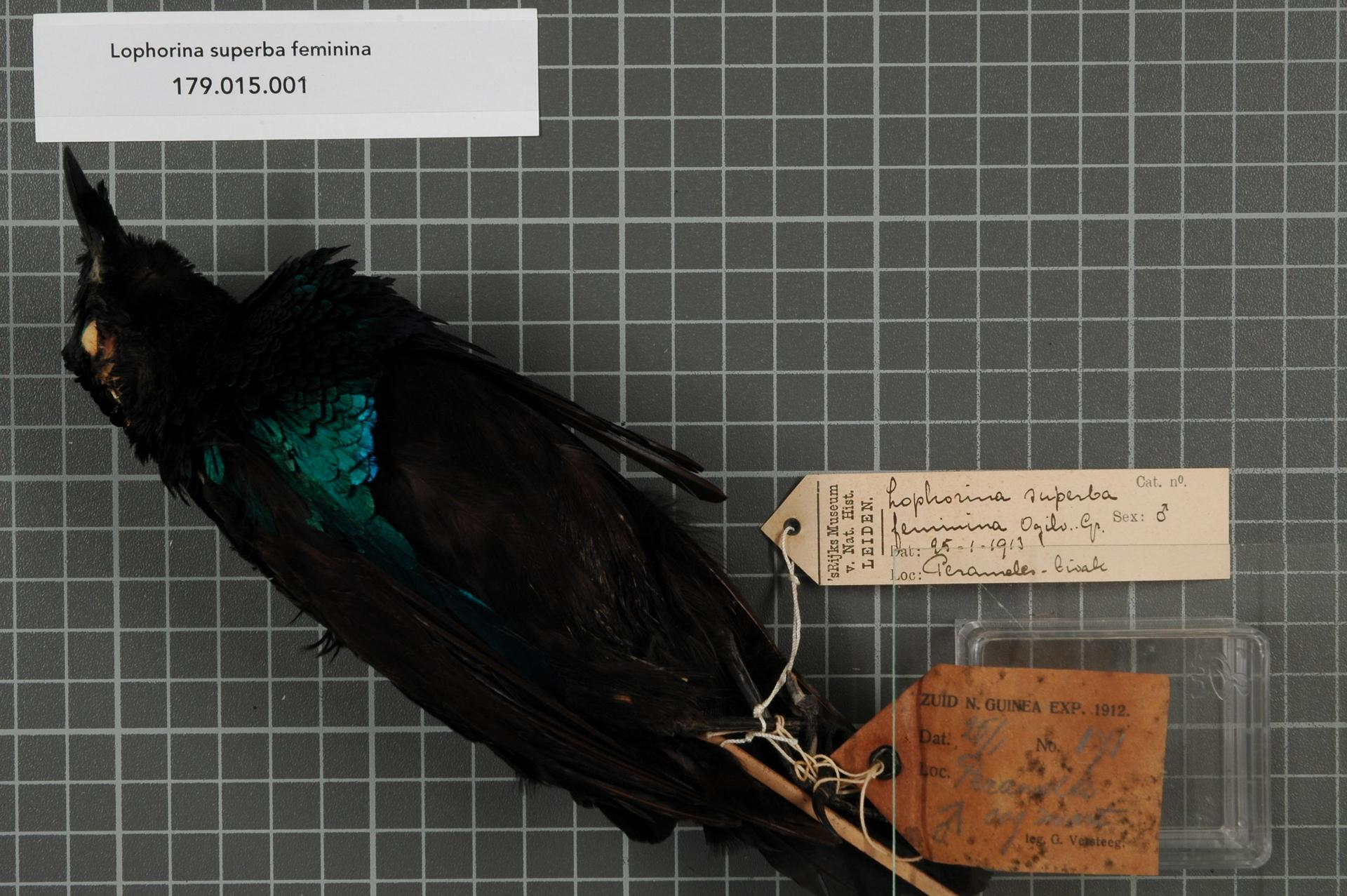
Maschio impagliato della sottospecie feminina.

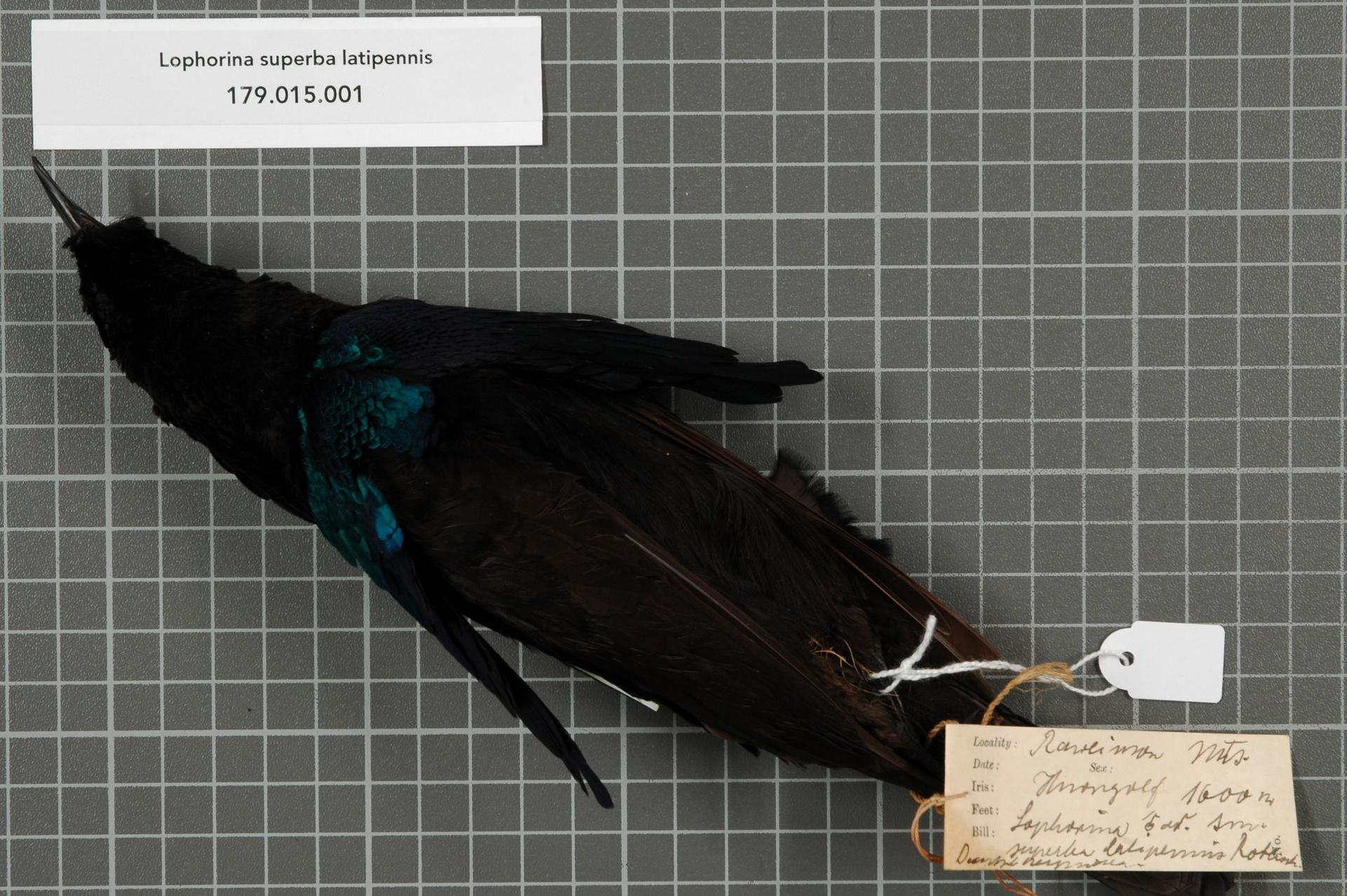
Maschio impagliato della sottospecie latipennis.

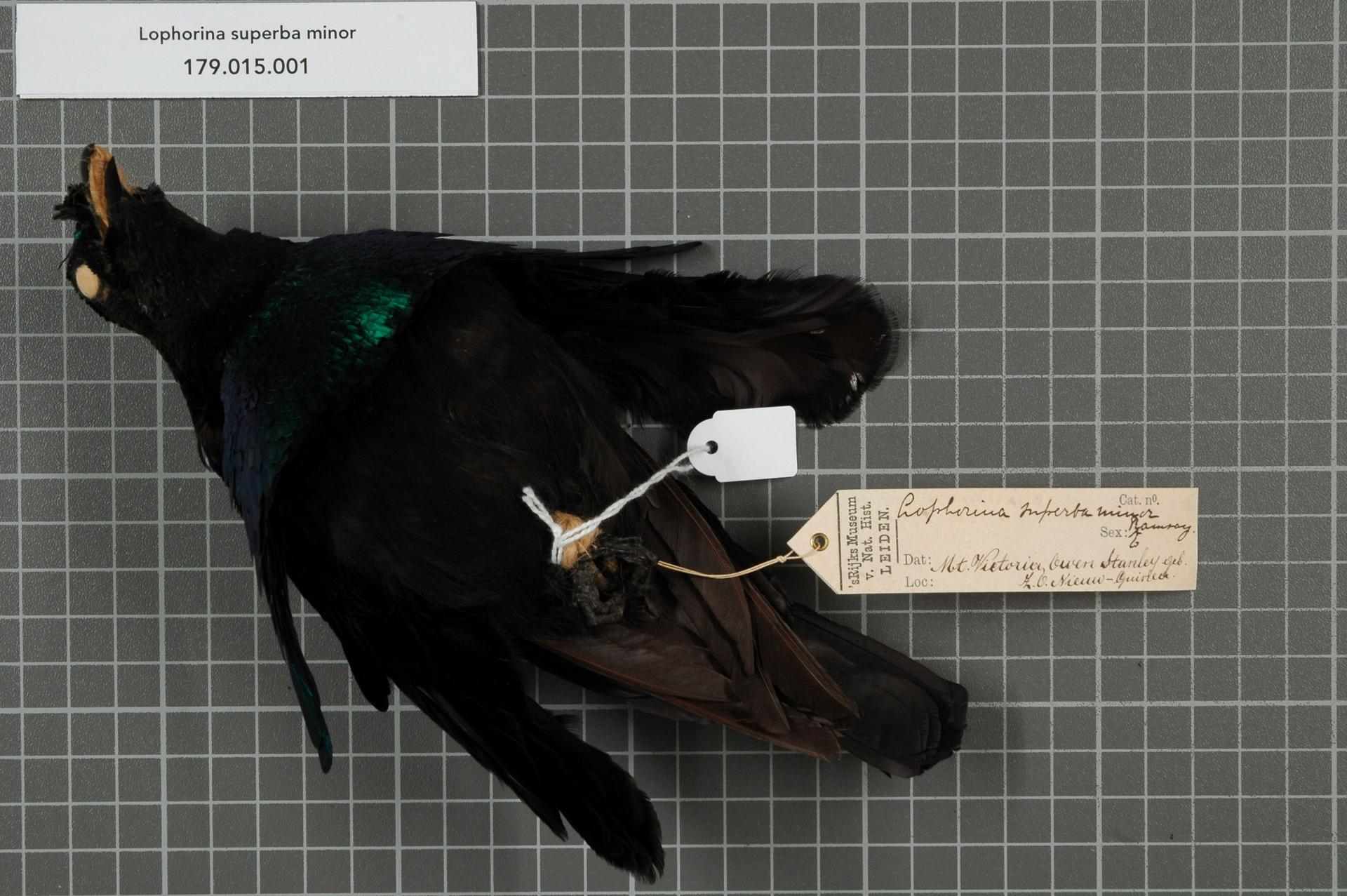
Maschio impagliato della sottospecie minor.

Se ne riconoscono cinque sottospecie:
- Lophornia superba superba, la sottospecie nominale, endemica dei monti Arfak e Tamrau, nella penisola di Doberai;
- Lophornia superba feminina Ogilvie-Grant, 1915, diffusa nei monti Maoke;
- Lophornia superba latipennis Rothschild, 1907, diffusa lungo il versante settentrionale dei monti Bismarck e nella penisola di Huon;
- Lophornia superba minor Ramsay, 1885, diffusa nei monti Owen Stanley;
- Lophornia superba niedda Mayr, 1930, endemica dei monti Wondiwoi;

Alcuni autori riconoscerebbero anche la sottospecie connectens dei monti Herzog (considerata sinonimo di L. s. latipennis) e sphinx (considerata sinonimo di minor, classificata in base a un unico esemplare, un giovane maschio di incerta provenienza), mentre la sottospecie pseudoparotia si è dimostrata essere in realtà un ibrido della sottospecie feminina con la paradisea dalle sei penne della regina Carola.

Sono noti anche numerosi altri casi di ibridazione: con paradisea magnifica (inizialmente classificato come Lamprothorax wilhelminae Meyer, 1894), paradigalla maggiore (inizialmente classificato come Loborhamphus nobilis Rothschild, 1901), paradisea dalle sei penne degli Arfak (classificato come Parotia duivenbodei Rothschild, 1900), uccello fucile magnifico (classificato come Paryphephorus (Craspediphora) duivenbodei Meyer, 1890) e paradisea dal becco a falce maggiore.

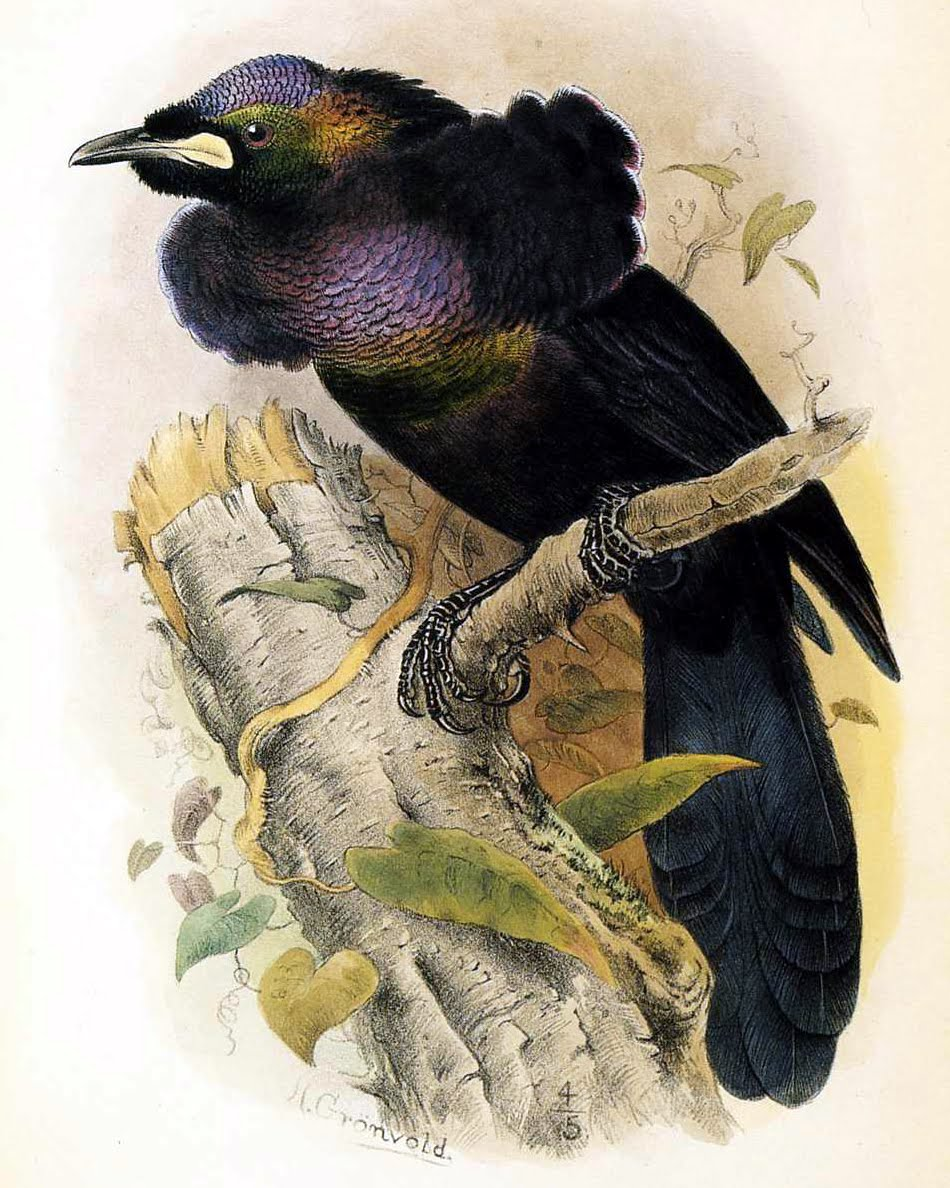
"Loborhamphus nobilis"
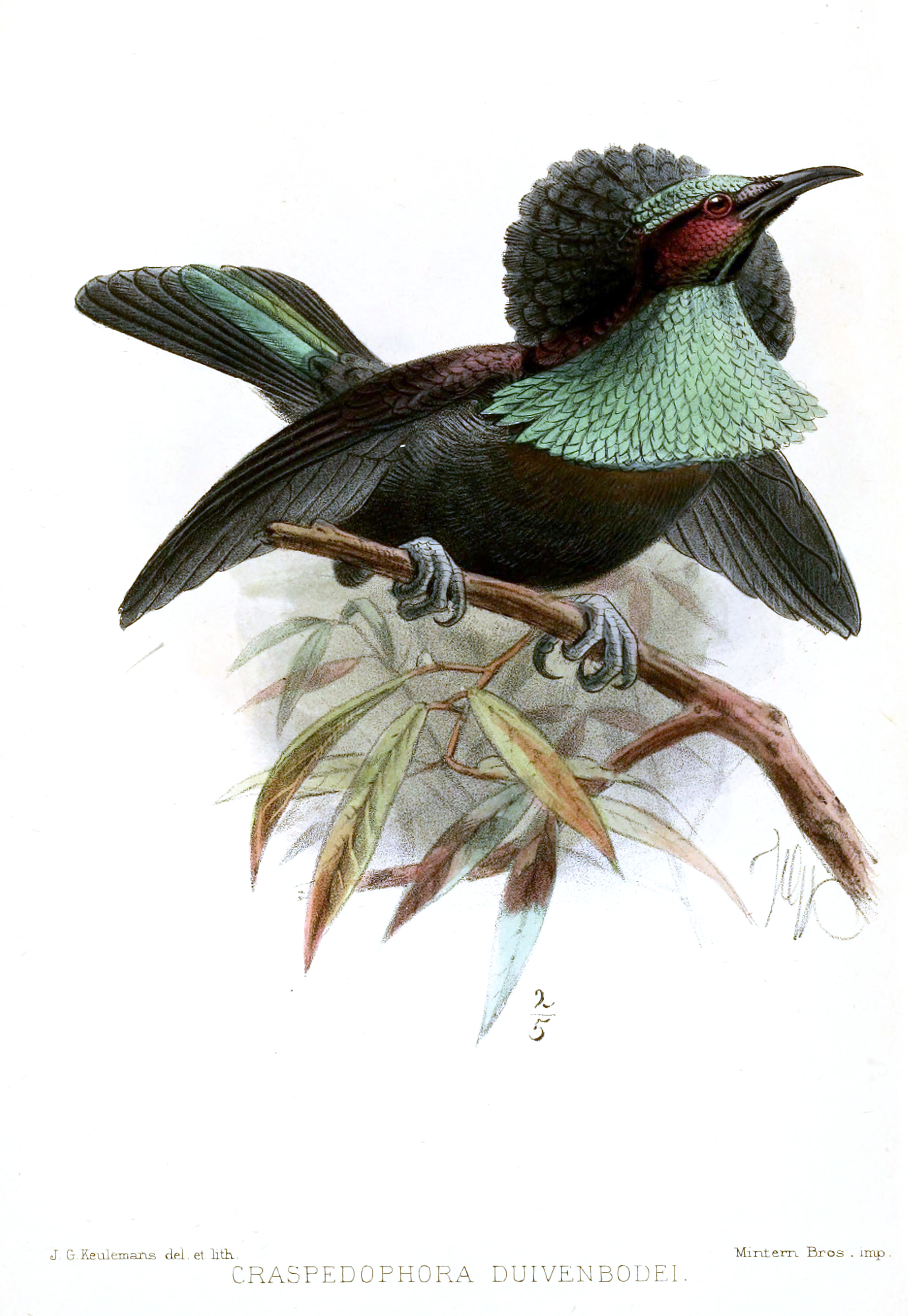
"Paryphephorus duivenbodei"
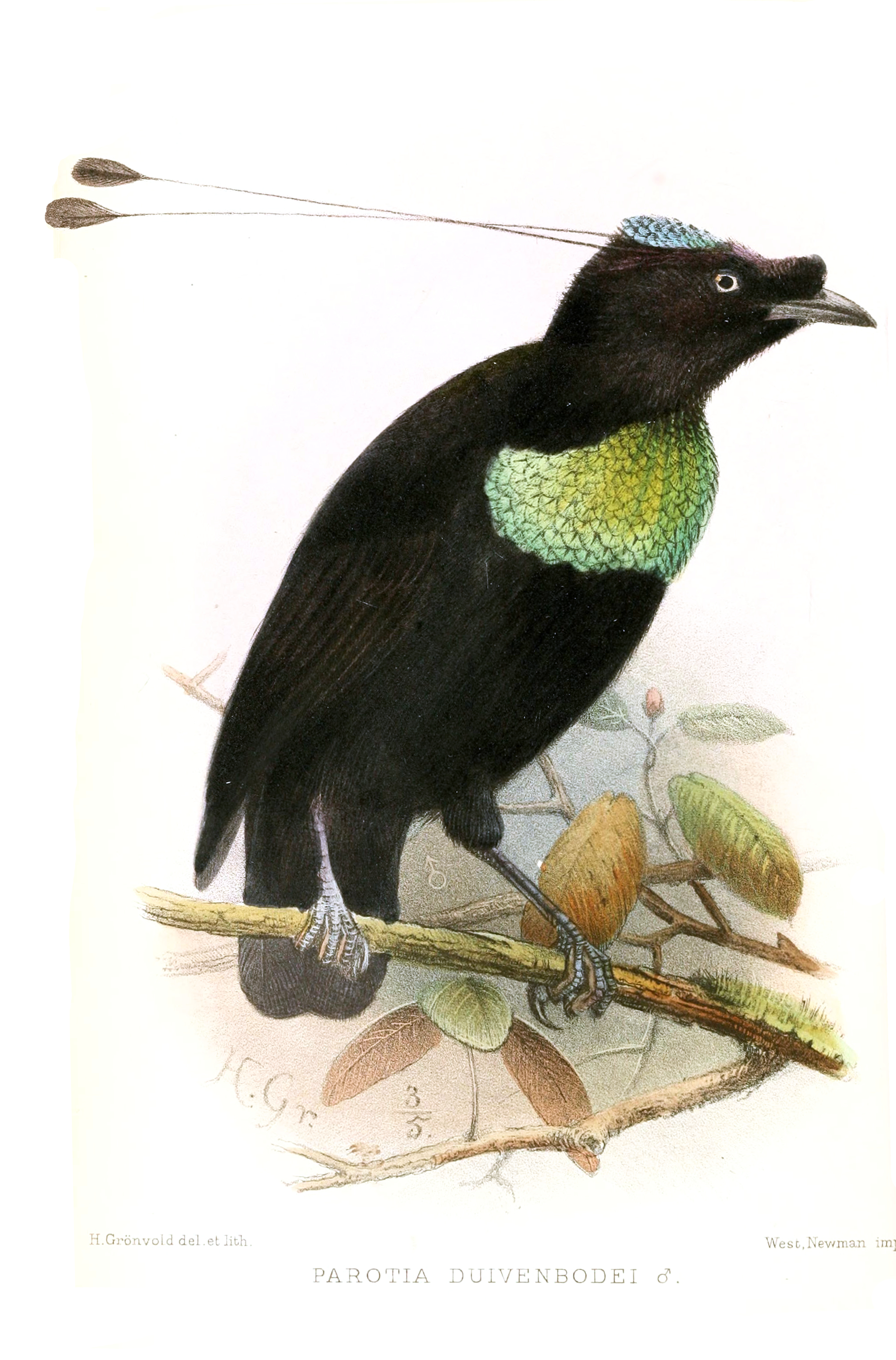
"Parotia duivenbodei"

Nell'ambito della famiglia Paradisaeidae, la paradisea superba occupa un proprio genere monotipico, Lophorina Vieillot, 1816, vicino alla paradisea di Wallace col quale va a formare un clade a sua volta vicino ai generi Drepanornis e Seleucidis.
Il nome scientifico del genere deriva dal greco λόφος (lófos, "cresta"), in riferimento alle creste di penne su testa, collo e petto, mentre il nome della specie (da cui proviene il suo nome comune) è un evidente riferimento alla livrea dei maschi e alle modalità di corteggiamento.